# Basislager

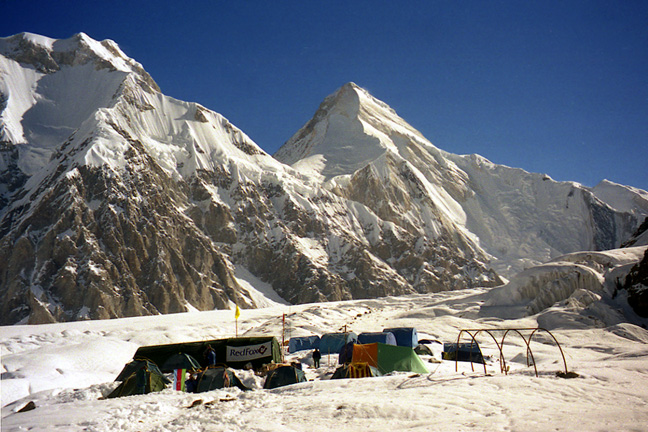
Ein Basislager am Süd-Inylchek-Gletscher in Kirgisistan, im Hintergrund der Khan Tengri (6995 m)

Kleines Basislager auf 5300 m am Vulkan Chachani in Peru

Ein Basislager (engl. base camp) ist im alpinistischen Sinne der Talstützpunkt für eine meist mehrtägige oder mehrwöchige Unternehmung an einem Berg. Da der Begriff im eigentlichen Sinne eine Zeltstadt bezeichnet, die fern von Straßen, Siedlungen und jeder Form von Infrastruktur errichtet wird, impliziert er Abgelegenheit und taucht fast immer im Zusammenhang mit außeralpinen Gebirgen auf, z. B. in den Anden, in Alaska, im Himalaya, Karakorum, Pamir oder in der Antarktis. Das Basislager dient als Ausgangspunkt für meist eine einzige beabsichtigte Tour am Berg und wird vor allem bei längeren Unternehmungen im Hochgebirge mehrfach als Rückzugsort bei Schlechtwetter sowie als Versorgungs- und Regenerationsstation genutzt.

## Das Basislager bei Expeditionen
Beim Höhenbergsteigen und vielköpfigen Expeditionen besteht das Basislager oft aus zahlreichen Zelten, d. h. persönlichen Einzelzelten, Wasch- und Kochzelten. Die bei größeren Unternehmungen tonnenschwere Ausrüstung wird im Normalfall durch einheimische Träger ins Basislager geschafft. Da während der alpinistischen Aktivitäten am Berg oft keiner der Bergsteiger im Basislager anwesend ist, müssen Personen mit der Bewachung der wertvollen und für den Erfolg der Expedition essentiellen Gegenstände und Zelte beauftragt werden; oft sind dies z. B. einheimische Köche, die für das leibliche Wohl der Expedition sorgen, oder ein Expeditionsarzt, der selbst nicht an der Besteigung teilnimmt. Es liegt auf der Hand, dass große Berge am Fuße ihrer verschiedenen Seiten mehrere Basislager haben können, entsprechend der Flanke des Bergs, zu dessen Durchsteigung ein Stützpunkt benötigt wird. Die Basislager besonders frequentierter und begehrter Berge, z. B. das auf der Südseite des Mount Everest, sind in Spitzenzeiten richtige Siedlungen aus einer dreistelligen Zahl von Zelten. Die sich daraus zwangsläufig ergebende große Umweltverschmutzung (allein schon was die Fäkalien anbelangt) stellt eines der großen Probleme des Höhenbergsteigens dar.

## Vorgeschobenes Basislager
In manchen Fällen befindet sich das Basislager wegen logistischer, versorgungstechnischer oder sicherheitsbedingter Gründe noch so weit vom eigentlichen Wandfuß entfernt, dass es nötig ist, ein vorgeschobenes Basislager zu errichten, das gegenüber dem Basislager bis zu mehrere Kilometer vorgeschoben sein kann und sich in der unmittelbaren Nähe des Einstiegs befindet. Das vorgeschobene Basislager wird auch ABC (von engl. advanced base camp) genannt. Im weiteren Verlauf der Besteigung werden dann normalerweise noch weitere, meist zwei bis fünf Hochlager errichtet, die im Gegensatz zu dem/den Basislager(n) im Tal so gut wie keinen Komfort bieten, aber als Rast- und Schutzpunkte unerlässlich sind.

## Das Basislager in den Alpen
In den Alpen kommt es ab und zu vor, dass größere Gruppen von Bergsteigern zu einem bestimmten Berg bzw. einer bestimmten Wand anreisen, um dort längere Zeit zu verbringen und diverse Routen zu klettern, evtl. auch um Erstbegehungen durchzuführen. Besonders wenn die Gruppe aus dem Ausland anreist und/oder nicht die finanziellen Möglichkeiten besitzt, sich regulär in einem Talort einzumieten, aber auch aus dem Grund, die Zustiegszeit zum Berg zu verkürzen, kann so ein improvisierter Zeltstützpunkt notwendig sein, und man spricht dann auch im alpinen Kontext von einem Basislager.

## Wissens- und Erwähnenswertes
- Manche Basislager haben unter Höhenbergsteigern einen legendären Status inne, da sie einerseits mit zahlreichen Marksteinen der Geschichte des Alpinismus verknüpft sind und sich andererseits oft in einer atemberaubenden Landschaft befinden. Eines dieser berühmten Basislager ist die sogenannte Märchenwiese am Achttausender Nanga Parbat in Pakistan.
- Um bergbegeisterten Menschen, die nicht die Möglichkeiten und Fähigkeiten besitzen, selbst an einer Expedition teilzunehmen, trotzdem das Erlebnis der fernen Hochgebirge und den Kontakt mit dem Extrembergsteigen zu ermöglichen, bieten zahlreiche Reiseveranstalter Trekkings an, die das Basislager eines hohen Berges zum Ziel haben. Das berühmteste „Basislager-Trekking“ führt zum Basislager der Südseite des Mount Everest auf einer Höhe von ca. 5300 Metern.[1]
- In der Umgangssprache wird der Begriff Basislager auch im übertragenen oder ironischen Sinne für Stützpunkte verwendet, die noch Teil der Zivilisation sind („Wir benutzen unser Auto als Basislager“). Er ist auch unabhängig von alpinistischen Unternehmungen als Synonym für Ausgangspunkt, Stützpunkt in Gebrauch. Hierunter können auch Einzelhandels-Geschäfte zählen, die Outdoor-Ausrüstung anbieten.